# Tinto, Odiel y Piedras
Tinto, Odiel y Piedras es una demarcación hidrográfica del sur de España que, como su nombre indica, abarca las cuencas de los ríos de la comunidad autónoma de Andalucía Tinto, Odiel y Piedras. Estos desembocan en el océano Atlántico, entre los ríos Guadalquivir y Guadiana, que cuentan con demarcación propia. Fue creada en el año 2009, tras el traspaso de competencias en materia de administración pública del agua de las cuenca fluviales del gobierno central a las comunidades autónomas.

## Ámbito territorial
El territorio correspondiente a esta demarcación era parte de las Cuencas Atlánticas Andaluzas hasta su división en el Distrito hidrográfico Tinto-Odiel-Piedras y el Distrito hidrográfico Guadalete y Barbate. Las aguas costeras comprenden la línea de costa entre el límite municipal entre Isla Cristina y Lepe (177.º) y la Torre del Loro (217.º). El 98% de la cuenca pertenece a la provincia de Huelva, ya que parte de la cabecera del Tinto ocupa los municipios sevillanos de El Madroño y Castillo de las Guardas.

## Principales ríos y afluentes

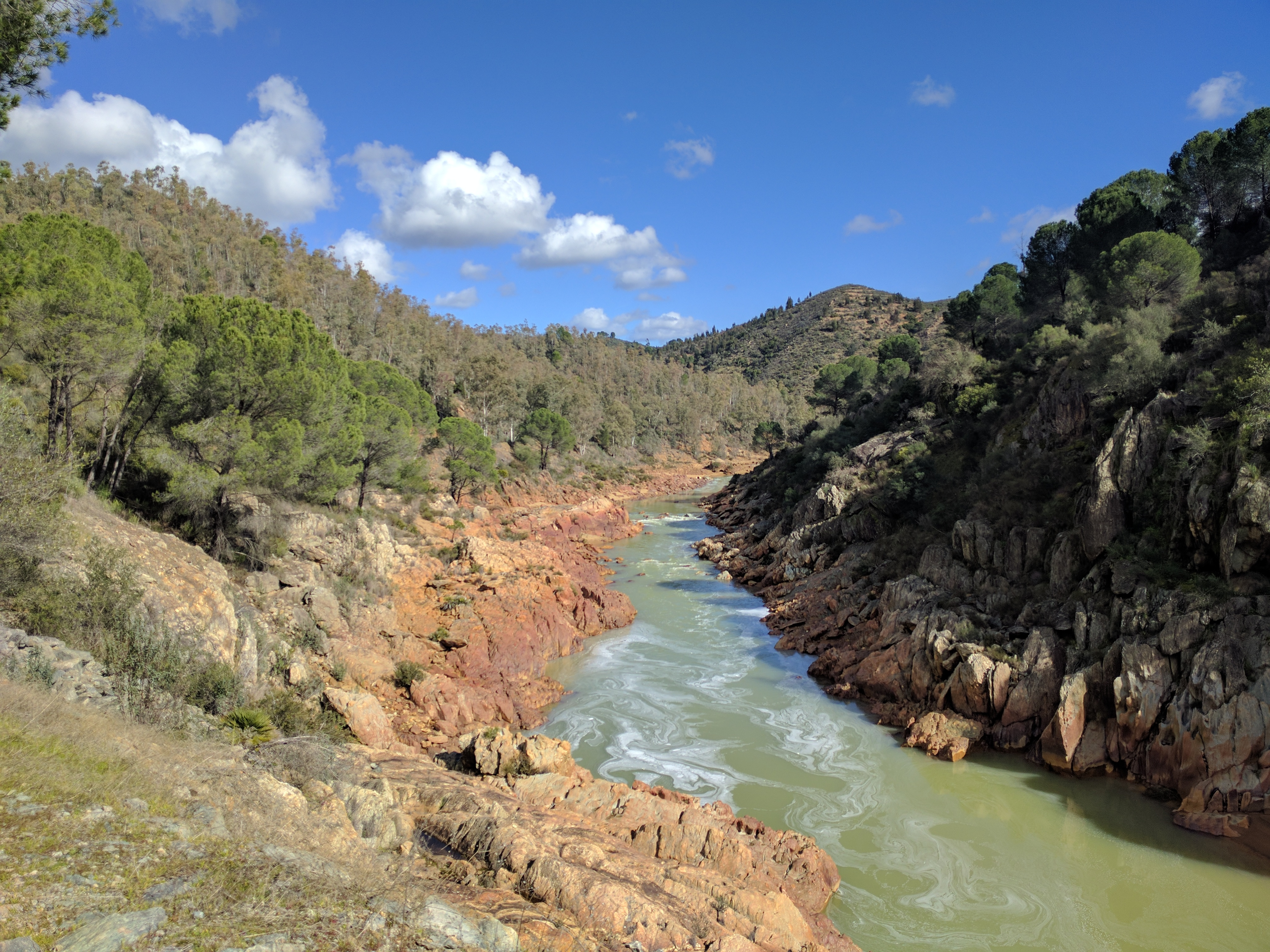
Cauce alto del Odiel

En la tabla siguiente se intenta identificar todos los ríos de más de siete km, aunque pueden faltar algunos. La tabla recoge los siguientes datos y características:
- el nombre;
- el nacimiento y desembocadura de cada río, optando por referencias geográficas antes que por administrativas (provincia o municipio);
- la longitud (en km) y la superficie de la cuenca (en km²)1. Se debe tener cuidado a la hora de la utilización de los datos de la tabla. Para la mayoría de los ríos, distintas fuentes proporcionan información contradictoria sobre su longitud. (Ver también: determinación de la longitud de los ríos).

La tabla se ha ordenado geográficamente de oeste a este. Se listan agrupados todos los afluentes que pertenezcan al mismo río o sistema principal. En la tabla, cada sangría equivale a un orden: río primario y afluente.   
| #  | Río         | Río                     | Fuente               | Desembocadura         | Longitud (km) | Cuenca (km²) |
| -- | ----------- | ----------------------- | -------------------- | --------------------- | ------------- | ------------ |
| 1  | Río Piedras | Río Piedras             | Sierra del Almendro  | Playa de Nueva Umbría | 39,3          | 549,5        |
| 2  | Río Odiel   | Río Odiel               | Sierra de Aracena    | Ría de Huelva         | 128           | 2310         |
| 3  | -           | Río Oraque              | Sierra de Pelada     | Río Odiel             | 52,6          | 606,4        |
| 4  | -           | Rivera de Meca          | s/d                  | Río Odiel             | 41            | 312,9        |
| 5  | -           | Rivera de Olivargas     | s/d                  | Río Odiel             | s/d           | 240*         |
| 6  | Río Tinto   | Río Tinto               | Sierra de Padre Caro | Ría de Huelva         | 92,5          | 1675,9       |
| 7  | -           | Rivera de Casa Valverde | s/d                  | Río Tinto             | 24            | 108,5        |
| 8  | -           | Río Corumbel            | s/d                  | Río Tinto             | 40            | 197,4        |
| 9  | -           | Río Candón              | s/d                  | Río Tinto             | 23,5          | 191          |
| 10 | -           | Río Castaño             | s/d                  | Río Candón            | 13            | 52,6         |

Notas
1 Todos los datos de longitud y cuenca provienen de CEDEX: Datos físicos de las corrientes clasificadas por el C.E.H. Madrid 1965 Archivado el 15 de octubre de 2021 en Wayback Machine., a menos que se cite otra fuente o se señale con un asterisco.